# والرین بروفچیک
والریَن بروفچیک (لهستانی: Walerian Borowczyk؛ ۲ سپتامبر ۱۹۲۳ – ۳ فوریهٔ ۲۰۰۶) کارگردان، فیلم‌نامه‌نویس و طراح پوستر اهل لهستان بود.
بروفچیک را نابغه‌ای پورنونگار خوانده‌اند.

## بخشی از فیلمشناسی
- خانه (۱۹۵۸)
- نمایش آقا و خانم کابال (۱۹۶۷)
- گوتو، جزیره عشق (۱۹۶۸)
- حکایت‌های غیراخلاقی (۱۹۷۴)
- دیو (۱۹۷۵)
- پشت دیوارهای صومعه (۱۹۷۸)
- دکتر جکیل و زنان (۱۹۸۱)
- امانوئل ۵ (۱۹۸۷)